# Хлынино (Железногорский район)
Хлы́нино — деревня в Железногорском районе Курской области. Входит в состав Андросовского сельсовета. 

## География
Расположена в 12 км к юго-востоку от Железногорска на реке Песочне, притоке Свапы и в 8 км от Михайловского водохранилища на реке Свапа. Высота над уровнем моря — 211 м. К югу от деревни расположено урочище Пустошь-Корень, к востоку — балка Спорная и урочища Ишкин Лог и Слободское.

## История
Упоминается в 1678 году в составе Речицкого стана Кромского уезда Севского разряда. Население деревни было приписано к приходу Казанского храма соседнего села Андросово. В конце XVIII века сельцом Хлынино владел прокурор Курского губернского магистрата Матвей Михайлович Андреев. Здесь ему принадлежала 1241 десятина земли и 195 душ мужского пола. Жил помещик в деревянном доме с небольшим садом на французский манер. В 1796 году хлынинские крестьяне подняли бунт против прокурора Андреева за то, что он отдал на посев озимого
хлеба более 50 десятин земли крестьянам соседнего села Андросово, сожгли его дом.
С 1802 года в составе Дмитровского уезда Орловской губернии. По данным 1860 года малолетним детям Павла Михайловича Барщова в Хлынино принадлежало 39 дворов, в которых проживало 208 крепостных мужского пола (192 крестьянина и 16 дворовых). В 1861—1923 годах деревня входила в состав Большебобровской волости Дмитровского уезда Орловской губернии. В 1866 году в бывшей владельческой деревне Хлынино было 56 дворов, проживало 423 человека (208 мужчин и 215 женщин), действовал винокуренный завод, 2 маслобойни, водяная мельница. В 1897 году в сельце Хлынино проживал 541 человек (261 мужского пола и 280 женского); всё население исповедовало православие. 
В ходе революционных волнений осени 1917 года жители деревни незаконно вырубили и вывезли 2 000 возов сухостойного и сырого леса, стоимостью 15 000 рублей, принадлежавшего зажиточной крестьянке Марии Сергеевне Лазаревой, а затем, 2 декабря 1917 года, уничтожили её хутор.
В 1926 году в Хлынино было 110 дворов, проживало 566 человек (269 мужского пола и 297 женского). В то время деревня входила в состав Макаровского сельсовета Волковской волости Дмитровского уезда. С 1928 года в составе Михайловского (ныне Железногорского) района. В 1937 году в Хлынино было 108 дворов. Во время Великой Отечественной войны, с октября 1941 года по 24 февраля 1943 года, находилась в зоне немецко-фашистской оккупации. По состоянию на 1955 год в деревне находился центр колхоза имени Ворошилова. Во 2-й половине XX века здесь действовала молочно-товарная ферма.

## Население
| 1866 | 1897 | 1926 | 1979 | 2002 | 2010 |
| ---- | ---- | ---- | ---- | ---- | ---- |
| 423  | ↗541 | ↗566 | ↘285 | ↘94  | ↘60  |

## Улицы
В деревне 2 улицы:
- Больничная
- Западная

## Святой источник
На юго-западной окраине деревни находится источник Казанской Божией Матери.